# Зарзма
Монастырь Зарзма в честь Успения Пресвятой Богородицы (груз. ზარზმის მონასტერი) — средневековый православный мужской монастырь, расположенный в селе Зарзма в крае Самцхе-Джавахети, на юго-западе Грузии. Относится к Ахалцихской и Тао-Кларджетской епархии Грузинской православной церкви. Комплекс монастыря включён в список недвижимых культурных памятников национального значения Грузии.

## История
Монастырь Зарзма находится в лесистой долине реки Кваблиани в 8 км к западу от посёлка Адигени, в 30 км к западу от города Ахалцихе. Доминантой архитектурного комплекса является купольная церковь с колокольней, одной из крупнейших в Грузии.
Самая ранняя церковь на этом месте, вероятно, была построена в VIII веке монахом Серапионом Зармзским, что описано в агиографическом сочинении Василия Зарзмского «Житие и подвижничество Богоносного блаженного отца нашего Серапиона Зарзмели», датированном X веком. Согласно этому источнику, князь Георгий Чорчанели сделал монастырю значительные пожертвования. Однако сохранившееся сооружение датируется началом XIV века (старый храм, предположительно, был разрушен землетрясением в XIII веке). Его строительство велось в период правления в Самцхе Беки Мандатуртухуцеси. Всё что сохранилось от прежнего монастыря — это грузинская надпись конца X века, вставленная во входную арку часовни. Надпись сообщает о военной помощи, оказанной грузинской знатью византийскому императору Василию II в его борьбе против мятежного генерала Бардаса Склера в 979 году. В 1544 году новые покровители монастыря — род князей Хурцидзе — отреставрировали его.
Фасады церкви богато украшены, а интерьер расписан фресками. Помимо религиозных циклов настенных росписей, есть серия портретов семьи Ягели XIV века, а также исторических деятелей XVI века. Позднее, после османского завоевания области позже в XVI веке, монастырь был заброшен и находился в плохом состоянии.
В конце XIX века по инициативе великого князя Георгия Александровича началась реставрация монастырского комплекса, завершившаяся в 1905 году (об этом сказано в надписи на стене храма). При этом, однако, некоторые уникальные элементы декора были утрачены.
В 1921 году в монастыре разместилась туристическая база, а с 1938 года действовал музей. В 1989 году католикос-патриарх всея Грузии Илия II освятил главный храм, а в 1999 году был вновь образован монастырь.
В настоящее время монастырь функционирует, в нём проживает община грузинских монахов. Это также место паломничества и туризма.

## Ахали-Зарзма
Уменьшенная копия церкви Зарзма, известная как Ахали-Зарзма («Новая Зарзма»), расположена в том же муниципалитете, недалеко от Абастумани. Её основателем был великий князь Георгий Александрович. Тбилисский архитектор Отто Якоб Симонс, построил церковь в 1899—1902 годах, сочетая средневековое грузинское зодчество с современными архитектурными формами. Интерьер был украшен росписью русского художника Михаила Нестерова.